# Jean Vidalenc
Pour les articles homonymes, voir Vidalenc.
Jean Vidalenc, né le 21 octobre 1912 à Caen, mort le 12 février 1986 à Fontenay-aux-Roses, est un historien français.

## Biographie

### Origines et formation
Fils de Georges Vidalenc, syndicaliste et historien, et de Marie Vidalenc, morte en déportation au camp de Ravensbrück, il fait ses études au Maroc, où ses parents enseignent.

### Carrière
De retour en France métropolitaine, il entreprend des études supérieures d'histoire à la Sorbonne, où il est membre des étudiants socialistes. Élève de Georges Lefebvre, comme Albert Soboul, il obtient l'agrégation d'histoire et géographie la même année que ce dernier, en 1938.
En 1952, il soutient une thèse d'histoire sur le Département de l'Eure sous la Monarchie constitutionnelle (1815-1848). Il enseigne aux Universités d'Aix, de Caen et de Rouen. Il préside la Société d'histoire moderne (1962-1964), est membre de la Commission française d'histoire militaire et de la Société des études robespierristes.
Sous la direction de Jean Maitron, avec Jean Dautry, Georges Duveau, Rémi Gossez, Roger Dufraisse,  il participe dès 1960 à l'aventure éditoriale du Dictionnaire biographique du mouvement ouvrier français, aux éditions ouvrières. Les trois volumes de la première partie de ce dictionnaire concernent la période 1789-1864, son domaine d'études favori. En raison d'autres activités, sa collaboration à la direction du dictionnaire reste limitée à la phase de l'élaboration du projet, selon le témoignage de Jean Maitron.

## Publications
- Louis Blanc 1811-1882, Presses universitaires de France (PUF), 1948
- Le département de l'Eure sous la Monarchie constitutionnelle, 1952
- Les demi-solde, étude d'une catégorie sociale, 1955
- Les émigrés français 1789-1825, Université de Caen, 1963
- Restaurations et révolutions 1815-1871 (avec Jacques Droz), PUF, 1963
- La Restauration 1814-1830, PUF, 1978 (reéd)